# Аттал I Сотер
Аттал I Сотер (др.-греч. Άτταλος Α' ο Σωτήρ; 269 — 197 до н. э.) — пергамский правитель из династии Атталидов, который унаследовал власть от дяди Эвмена в 241 году и принял царский титул в 230 году.
Сын царевны из рода Селевкидов, Аттал первым из Атталидов заявил права на царский титул. Он отказался выплачивать дань малоазиатским кельтам (галатам) и, разгромив их под стенами Пергама, стал именовать себя царём. Его честолюбие возбудило подозрительность Антиоха Гиеракса, и в ходе завязавшейся войны Аттал вытеснил Селевкидов из Малой Азии в Киликию.
В 228—222 гг. Селевкидам удалось вернуть утраченные владения в Анатолии, отчасти по той причине, что Аттал был занят противостоянием с македонским царём Филиппом V. Он выступил на стороне Рима в ходе Первой и Второй македонских войн, а также вступился за притесняемых Филиппом родосцев, но умер незадолго до окончательного разгрома своего главного врага.